# میزی هیرونو
مِیْزی هیرونو (به انگلیسی: Mazie Hirono) (زادهٔ ۳ نوامبر ۱۹۴۷) سناتور ایالت هاوائی در سنای ایالات متحده آمریکا است که برای نخستین‌بار در ۳ ژانویه ۲۰۱۳ به‌عضویت این مجلس درآمد. وی در زمرهٔ سناتورهای گروه اول است که تنها دو سال در سنا حضور دارند و در انتخابات بعدی نیز مجدداً می‌توانند شرکت کنند و تا تاریخ ۳ ژانویه ۲۰۱۹ در این مجلس خواهد بود.
او اولین سناتور زن از هاوایی، اولین زن آمریکایی آسیایی برگزیده شده برای سنا، اولین سناتور ایالات متحدهٔ متولد ژاپن و اولین سناتور بودایی است. هیرونو تنها شخص دارای تبار آسیایی ست که هم‌اکنون در کنگره مشغول بکار است.